# 아칸톱테록테테스과
좁은날개나방과(Acanthopteroctetidae)는 나비목에 속하는 나방류 과의 하나이다. 좁은날개나방하목(Acanthoctesia), 좁은날개나방상과 (Acanthopteroctetoidea)의 유일한 과이다. 현존하는 나비목 계통발생에서 5번째 가지에 위치하는 그룹으로 간주하고 있다.(Kristensen and Skalski, 1999: 10).

## 하위 종
- 좁은날개나방하목 (Acanthoctesia)
  - 좁은날개나방상과 (Acanthopteroctetoidea)
    - 좁은날개나방과 (Acanthopteroctetidae)
      - 아칸톱테록테테스속 (Acanthopteroctetes) Braun, 1921
        - Acanthopteroctetes aurulenta Davis, 1984
        - Acanthopteroctetes bimaculata Davis, 1969
        - Acanthopteroctetes tripunctata Braun, 1921
        - Acanthopteroctetes unifascia Davis, 1978

      - Catapterix Zagulajev & Sinev, 1988
        - Catapterix crimaea Zagulajev & Sinev, 1988